# Degrassi: Nowy rocznik
Degrassi: Nowy rocznik – kanadyjski serial młodzieżowy, kontynuacja serii Degrassi stworzonej przez Lindę Schuyler i Kita Hooda w 1979 roku. Nowy rocznik jest piątym serialem w serii po Dzieciakach z ulicy Degrassi, Gimnazjum Degrassi, Szkole średniej Degrassi i Degrassi: Nowe pokolenie. Zarówno jak poprzednicy, Nowy rocznik śledzi losy grupy uczniów Degrassi Community School poruszając przy tym problemy współczesnej młodzieży.
Serial tworzą Linda Schuyler, Stephen Stohn, Sarah Glinski i Matt Huether, a produkowany jest przez Epitome Pictures (część DHX Media) wspólnie z Bell Media. Obecnymi producentami wykonawczymi są Linda Schuyler, jej mąż Stephen Stohn, Sarah Glinski, Matt Huether oraz Brendon Yorke. Serial jest kręcony w studiu Epitome w Toronto.
Nowy rocznik zadebiutował w nowym bloku młodzieżowym F2N na Family Channel w Kanadzie 4 stycznia 2016 roku. Światowa premiera serialu za pośrednictwem platformy internetowej Netflix odbyła się jedenaście dni później, 15 stycznia 2016 roku.

## Produkcja

### Koncepcja
Pierwotnie Nowy rocznik miał być piętnastym sezonem Degrassi: Nowe pokolenie, jednak twórcy otrzymali informację o anulowaniu serialu przez TeenNick w listopadzie 2014 roku. Próbując ratować serial przedstawili zarządcom kanału pomysł na nową część serii, Nowy rocznik. Mimo braku porozumienia z siecią Nickelodeon, Nowy rocznik został zakupiony przez multi-miliardowy koncern internetowy Netflix.

### Format odcinków
Każdy odcinek Degrassi ma tę samą formułę z trzema do czterech wątków. Problemy w nich poruszane nie zawsze zostają rozwiązane podczas trwania odcinka i przechodzą do następnego, tworząc pomniejszy blok odcinkowy. Wątki z niektórych odcinków Nowego rocznika utrzymywane są w jednej tematyce, podobnie jak w Gimnazjum Degrassi, Szkole średniej Degrassi oraz pierwszych sezonach Nowego pokolenia. Tytuł każdego odcinka zaczyna się od „#” i zwykle odnosi się do obecnych trendów społecznościowych.

### Czołówka
Czołówka Nowego rocznika powróciła do długości znanej z pierwszych dwunastu sezonów Nowego pokolenia. Tym razem jednak nie przedstawia ona bohaterów na terenie szkoły, a jest montażem krótkich filmików oraz zdjęć z ich portali społecznościowych. Tak jak w ostatnich dwóch sezonach Nowego pokolenia, po czołówce pojawiają się jedynie nazwiska aktorów występujących w danym odcinku.
Piosenka tytułowa, „Whatever It Takes‟, została skomponowana przez Jima McGratha, a napisana przez Jody Colero i Stephena Stohna. Piosenka zawiera takie zdania jak „Cokolwiek się zdarzy, wiem, że przez to przejdę / Być najlepszym, najlepszym, jakim potrafię‟, by przekazać to, co Colero nazwał „poczuciem radości i optymizmu”. Wersja z Nowego rocznika została nagrana przez kanadyjską wokalistkę Shobha.

### Miejsce nagrywania
Akcja Degrassi dzieje się na De Grassi Street w Toronto, Kanadzie. Cztery poprzedzające seriale (z wyjątkiem Nowego pokolenia) były kręcone na lub obok tej ulicy; obecnie jednak Degrassi kręcone jest na czterech scenach dźwiękowych w studiu Epitome Pictures i na terenach niedalekich od niego w Toronto, zajmujących około 9300 m². Fasada Degrassi Community School znajduje się na zewnątrz sceny C i jest utrzymywana w takiej samej kolorystyce jak Centennial College – pierwowzór serialowej szkoły w Gimnazjum Degrassi. Teren przed fasadą jest miejscem, w którym uczniowie spotykają się i zawiera ulicę oraz przystanek autobusowy. Tereny niedaleko studia są używane do kręcenia scen przed domami głównych bohaterów i stanowią jeden zespół budynków wraz z restauracją The Dot. Budynek The Dot jest jedynym na tyle dużym, by umożliwić kręcenie scen wewnątrz; sceny w środku szkoły i domów są kręcone na jednej z trzech innych scen.
Scena A zawiera szkolne korytarze, toalety, kafeterię i sale. Korytarze są oznakowane przez takie wyrażenia jak „tylko perfekcyjny człowiek jest człowiekiem‟, które zostały odkryte w Etobicoke School for the Arts, jednej z wielu szkół, do której wybrali się projektanci studia na początkowe poszukiwania. W toalecie na ścianach znajdują się malowidła graffiti, by miejsce wyglądało realnie i do wszystkich scen używana jest tylko jedna; pisuary są montowane lub demontowane w zależności od rodzaju kręconej sceny. Scena używana do kafeterii jest także używana poza kręceniem jako miejsce spożywania posiłków przez obsadę.
Oprócz zawartych w niej terenów przyszkolnych, do sceny C wliczony jest szkolny hol, sala gimnastyczna, sala komputerowa i korytarz z szafkami. Scena B zawiera natomiast domy głównych bohaterów. Czwarta scena, D, składa się ze wszystkich biur studia, przebieralni oraz pokoi do robienia make-upu i fryzur.
Do nowej serii, Nowy rocznik, wnętrze szkoły przeszło duży lifting. Wymieniono drzwi do sal lekcyjnych oraz ich oznakowania, a same sale lekcyjne zostały rozświetlone i wyposażone w sprzęt nowoczesnej technologii. Sprzęt taki pojawił się również na korytarzach, w kafeterii oraz na sali gimnastycznej, a szkolne szafki zostały przemalowane w kolorowym stylu retro. Pojawiły się nowe plany, takie jak sala do odpoczynku, nowoczesna sala sztuk graficznych oraz restauracja pod nazwą Lola’s Cantina.

## Obsada
W Nowym roczniku nie pojawiły się już żadne postaci, które zadebiutowały w trakcie sezonów ósmego i dziewiątego Nowego pokolenia. Obsada składa się głównie z bohaterów wprowadzonych w sezonach jedenastym, trzynastym i czternastym. Serial z poprzednikami łączy postać dyrektora szkoły, Archiego Simpsona, w którego roli występuje Stefan Brogren.

## Emisja
W Kanadzie serial zadebiutował w nowym bloku młodzieżowym F2N 4 stycznia 2016 roku na antenie Family Channel. Światowa premiera serialu odbyła się za pośrednictwem platformy internetowej Netflix 15 stycznia 2016 roku. Nowy rocznik nie pojawił się na Netfliksie jedynie w Kanadzie, Australii i Francji, gdzie – prócz emisji telewizyjnej – zadebiutował w późniejszym terminie.